# Річище (озеро, Світлогорський район)
Річище (біл. Рэчышча) — озеро в Світлогірському районі Гомельської області Білорусі, в басейні річки Березина (басейн Дніпра), біля села Корольова Слобода 2.
Площа поверхні озера 0,13 км². Довжина 1,9 км, найбільша ширина 0,1 км. Довжина берегової лінії 4,1 км. Котловина озера старичного типу. Знаходиться на лівобережній заплаві річки Березина, навпроти села Корольова Слобода 2. Береги озера висотою до 0,5 м. Північні береги заболочені.